# 13. travnja
13. travnja (13. 4.) 103. je dan godine po gregorijanskom kalendaru (104. u prijestupnoj godini).
Do kraja godine imaju još 262 dana.

## Događaji
- 1204. – Vojska četvrtog križarskog pohoda je zbog pohlepe opljačkala glavni grad Istočnog rimskog carstva Konstantinopol (Carigrad). Napadači su ubili 2000 Grka i odnijeli umjetničke i ostale vrijedne predmete u Mletke zaboravivši pritom glavni i jedini cilj pohoda - oslobađanje Jeruzalema od muslimanske vladavine.
- 1598. – Kralj Henry IV. od Francuske izdao je Edikt iz Nantesa, davši Hugenotima slobodu vjeroispovijesti.
- 1829. – Britanski parlament dodijelio je slobodu vjeroispovijesti rimokatolicima.
- 1898. – Maria Skłodowska-Curie otkrila novi kemijski element radij.
- 1912. – Pri Hrvatskome športskom savezu osnovana Sekcija za automobilizam. Ovaj nadnevak uzima se za početak djelovanja automobilističkog strukovnog saveza u Hrvatskoj.[1]
- 1918. – Njemačka i finske snage, Mannerheimova Bijela garda, zauzela Helsingors (Helsinki) od finskih Crvenogardejaca.
- 1919. – Britanske i Gurkha trupe otvorile su vatru na mirno političko okupljanje u Amritsaru, državi Punjab u Indiji, ubivši stotine sikha, hindusa i muslimana.
- 1943. – Drugi svjetski rat: Njemačka obznanila otkriće masovne grobnice s više od 4000 poljskih ratnih zarobljenika (većinom vojnika), koje su sovjetske snaga zarobile a potom pogubile u proljeće 1940. SSSR je priznao odgovornost za smrt ukupno 22.000 Poljaka tek 1990. godine.
- 1993. – Masakr u Zenici: od ispaljenih granata poginulo i ranjeno više civila.
- 2023. - Irski reli vozač Craig Breen poginuo na treningu u Loboru u Hrvatskom zagorju.

| - 1350. – Margareta III. Flandrijska, flandrijska grofica († 1405.) - 1506. – Petar Faber, francuski isusovac, teolog († 1546.). - 1519. – Katarina de Medici, francuska kraljica - 1570. – Guy Fawkes, engleski katolički svećenik († 1606.) - 1743. – Thomas Jefferson, američki političar i predsjednik († 1826.) - 1771. – Richard Trevithick, engleski izumitelj († 1833.) - 1808. – Antonio Meucci, talijanski izumitelj († 1889.) - 1817. – Nunzio Sulprizio, talijanski svetac († 1836.) - 1872. – Alexander Roda Roda, austrijsko-hrvatski književnik († 1945.) - 1891. – Danko Angjelinović, hrvatski književnik († 1963.) - 1906. – Samuel Beckett, dramatičar i romanopisac irskog podrijetla († 1989.) - 1911. – Ico Hitrec, hrvatski nogometaš († 1946.) - 1927. – Nikša Njirić, hrvatski skladatelj, glazbeni pedagog i muzikolog († 2016.) - 1950. – Žarko Radić, hrvatski glumac - 1960. – Rudi Völler, njemački nogometaš - 1963. – Gari Kasparov, svjetski šahovski prvak 1985. – 2000. - 1973. – Kilian Albrecht, austrijski i bugarski alpski skijaš - 1976. – Jonathan Brandis, američki glumac, pisac, redatelj i producent († 2003.) - 1978. – Carles Puyol, španjolski nogometaš | - 585. – Sveti Hermenegildo, vizigotski plemić i svetac (o. 550./551.) - 814. – Krum, bugarski kan - 862. – Donald I., kralj Pikta i Škota (812.) - 1213. – Guy od Thouarsa, francuski plemić - 1275. – Eleonora Leicesterska, engleska princeza (* 1215.) - 1320. – Margareta od Castella, talijanska svetica (* 1287.) - 1605. – Boris Godunov, moskovski veliki knez (* 1552.) - 1695. – Jean de La Fontaine, francuski književnik (* 1621.) - 1813. – Mihail Ilarionovič Kutuzov, ruski vojskovođa i strateg - 1868. – Tevodros II., etiopski car (* o. 1818.) - 1894. – Nikolaj Ge, ruski slikar (* 1831.) - 1942. – Jan Vlašimsky, hrvatski skladatelj i zborovođa češkog porijekla (* 1861.) - 1945. – Ernst Cassirer, njemački filozof (* 1874.) - 1959. – Eduard Alexander van Beinum, nizozemski dirigent i violinist (* 1905.) - 1974. – Ante Jadrijević, hrvatski franjevac, arheolog i povjesničar - 1975. – François Tombalbaye, čadski političar i aktivist (* 1918.) - 1988. – Alan Paton, južnoafrički pisac i borac protiv aparthejda - 1996. – Vjekoslav Kaleb, hrvatski književnik (* 1905.) - 2015. – Günter Grass, kašupsko-njemački književnik (* 1927.) - 2023. – Craig Breen, irski reli vozač († 1990.) - 2023. – Zvonimir Skender, potpukovnik francuske Legije stranaca i general bojnik Hrvatske kopnene vojske (* 1939.) |

## Blagdani i spomendani
- Tajlandska Nova godina
- Sv. Margareta od Castella
- Sv. Martin I.